# Dorfkirche Tangendorf

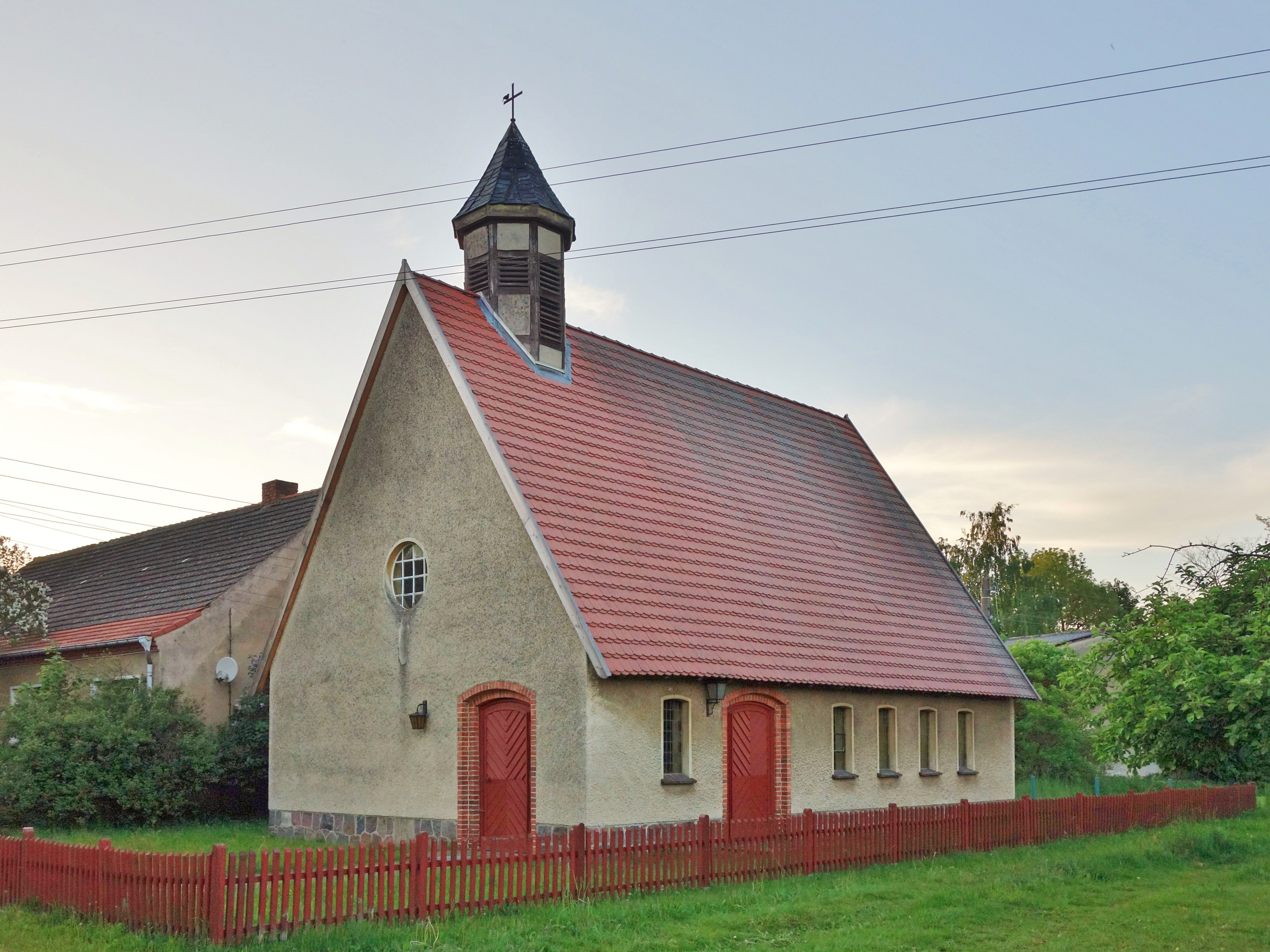
Dorfkirche in Tangendorf

Die evangelische Dorfkirche Tangendorf ist eine Saalkirche in Tangendorf, einem Ortsteil der Gemeinde Groß Pankow im brandenburgischen Landkreis Prignitz. Die Kirchengemeinde gehört dem Pfarrsprengel Seddin im Kirchenkreis Prignitz der Evangelischen Kirche Berlin-Brandenburg-schlesische Oberlausitz an. Das Gebäude steht unter Denkmalschutz.

## Baubeschreibung
Es handelt sich um einen kleinen verputzten Rechteckbau mit einem Feldsteinsockel, einer eingezogenen niedrigen Halbrundapsis, einem steilen Satteldach und einem westlichen Fachwerk-Dachreiter. Der Bau wurde 1953 errichtet und ist damit einer der jüngeren Kirchenbauten in Brandenburg. Als Entwurfsverfasser werden Viereck aus Karstädt und Winfried Wendland angegeben. Im Inneren befindet sich eine Holztonne mit Unterzügen. Die Ausstattung stammt aus der Bauzeit.